# Ida Berger
Ida Berger (* 25. Juli 1910 in Berlin – 1987 in Frankreich) war eine französische Soziologin. Sie studierte zunächst an der Goethe-Universität Frankfurt, flüchtete 1933 nach der Machtübernahme der Nazis aus Deutschland und setzte ihr Studium an der Sorbonne in Paris fort, wo sie um 1935 auch promoviert wurde. Während sie in Deutschland allenfalls durch ihre 1970 erschienene und mit einem Vorwort von Wolfgang Abendroth versehene vergleichende Studie über die „Studenten diesseits und jenseits des Rheins“ einer größeren Leserschaft bekannt wurde, sind von ihr in Frankreich zahlreiche soziologische Studien erschienen, von denen ein Großteil Schul- und Bildungsfragen zum Gegenstand hat. Ida Berger ist auch unter den Namen Ida Berger-Chevant und Ida Rodzevitch bekannt, ihre Publikationen erschienen aber durchweg unter dem Namen Berger.

## Leben
Die knappen biografischen Angaben über Ida Berger auf der IdRef-Webseite (siehe Weblinks) sind die nahezu einzigen offiziellen Daten über sie.

« IDA BERGER, née à Berlin en 1910. Etudes aux Universités de Berlin, de Francfort et de Paris. Doctorat à la Sorbonne (docteur de l'Université de Paris). Premiers travaux de recherches sociologiques sous la direction des Professeurs Célestin Bouglé et Maurice Halbwachs sur les postiers de la région parisienne (1938/39). Actuellement Attachée au Centre National de la Recherche Scientifique. »

„IDA BERGER, geboren 1910 in Berlin. Studium an den Universitäten Berlin, Frankfurt und Paris. Promotion an der Sorbonne (Doktor der Universität Paris). Erste soziologische Forschungsarbeiten unter der Leitung der Professoren Célestin Bouglé und Maurice Halbwachs über die Postangestellten der Pariser Region (1938/39). Derzeit am Centre National de la Recherche Scientifique tätig.“

Das nachfolgende dortige Publikationsverzeichnis legt nahe, dass diese Angaben dem Stand von 1979 oder kurz danach entsprechen.
Eine weitere Erwähnung von Ida Berger findet sich bei Marion Keller. Sie beschreibt eine Fotografie von Gisèle Freund, auf dem diese Mitglieder der Frankfurter Roten Studentengruppe (RSG) bei der 1.-Mai-Demonstration 1931 abgelichtet hat.

„Bei der Studentin, die strahlend in die Kamera blickt, handelt es sich wahrscheinlich um Ida Berger. Sie kam wie Freund aus Berlin, und ﬂoh 1933 wie diese nach Paris.“

Zu dieser Verortung im Umfeld der deutlich links orientierten RSG passt der Eintrag im Katalog der Deutschen Nationalbibliothek (DNB), dass „Ida Berger [..] Deutschland 1933 aus politischen Gründen [verließ] und [..] ihre Studien 1935 an der Sorbonne [beendete] “, und ebenso das Thema ihrer Dissertation über die „Beschreibung des Proletariats im naturalistischen deutschen Roman“. Ein Exemplar dieser Dissertation befindet sich im Bestand der Universitätsbibliothek Johann Christian Senckenberg in Frankfurt, befand sich aber laut einem Stempel auf der ersten Buchseite ursprünglich im Bestand des Instituts für Sozialforschung (IfS). Dort befindet sich auch eine handschriftliche Widmung von Ida Berger, die ein wenig Auskunft darüber gibt, bei wem sie studiert hat.

« Pour les professurs Honigsheim et Horkheimer. (New York) Leur ancienne étudiante de Francfort. Ida Berger. »

„Für die Professoren Honigsheim und Horkheimer. (New York) Ihre ehemalige Studentin aus Frankfurt. Ida Berger.“

Gemeint waren Paul Honigsheim und Max Horkheimer, die zum Zeitpunkt der Veröffentlichung von Bergers Dissertation ebenfalls bereits emigriert waren. Dass Berger Horkheimer durch ihre Frankfurter Studienzeit kannte, ist naheliegend. Ob sie aber Honigsheim, der vor seiner Flucht im Jahre 1933 in Köln lehrte, noch aus Deutschland kannte, ist unklar. Mehr spricht dafür, dass sie, die ja aus Berlin nach Frankfurt gekommen war, ihn als Leiter des Centre de Documentation an der école normale supérieure kennenlernte, der Pariser IfS-Dependance.
Zu Horkheimer nahm Berger am 16. Dezember 1937 brieflich Kontakt auf. Aus dem Schreiben geht hervor, dass sie Horkheimer nicht allzu lange vorher in Paris getroffen hatte, in Kontakt stand zu Célestin Bouglé und inzwischen mit einem aus Vals-le-Chastel stammenden Mann verheiratet war und den Namen Berger-Chevant führte. Über diesen Ort Vals-le-Chastel hatte sie eine empirische Studie verfasst, deren Zusammenfassung sie unter dem Titel La Morphologie Sociale d'un Village de la Montagne (Die soziale Struktur eines Bergdorfs) Horkheimer für eine Veröffentlichung in der Zeitschrift für Sozialforschung vorschlug. Am 30. Dezember 1937 lehnte dies Horkheimer allerdings mit dem Verweis auf allzu viel Material für die Zeitschrift ab.
In der Liste von Ida Bergers Veröffentlichungen fällt auf, dass nach ihrer 1935 veröffentlichten Dissertation erst 1957 wieder eine Veröffentlichung von ihr folgte. Auf die Jahre dazwischen gibt es nur vage Hinweise. Bei Gottfried Hamacher et al. finden sich nur die unbelegten Hinweise „Résistance, CALPO“. Weiterhelfen könnten hier die Archives nationales, in deren Beständen sich mehrfach Hinweise auf Ida Berger finden und auf eine Überwachung durch die französischen Sicherheitsbehörden zwischen 1937 und 1945 hindeuten. Von besonderem Interesse ist in dem Zusammenhang ihr Dossier individuel de personnel (siehe Weblinks), in dem sie für den Zeitraum 1939 bis 1945 als internierte Widerstandskämpferin bezeichnet wird. Damit könnte auch die von Hamacher et al. erwähnte Mitarbeit im CALPO, dem Comité Allemagne libre pour l’Ouest ihre Berechtigung haben, zumal sie noch 1951 in der früheren Exilantenzeitschrift Europe publizierte.
Der eingangs schon erwähnte Name Rodzevitch hängt zusammen mit ihrer zweiten Ehe mit dem russischen Emigranten Konstantin Rodzevich (1895–1987), einem Übersetzer, Maler und Bildhauer. Wann die Ehe zwischen den beiden geschlossen wurde und wie lange sie bestand, ist nicht bekannt. Bekannt ist nur, dass eine frühere Ehe des ehemaligen Teilnehmers am Spanischen Bürgerkrieg und Kämpfers in den Reihen der Résistance 1943 geschieden wurde. Im gleichen Jahr wurde er von den deutschen Besatzungsbehörden verhaftet und in das Konzentrationslager Sachsenhausen deportiert, aus dem er 1945 befreit wurde und nach Frankreich zurückkehrte. Während des Spanischen Bürgerkriegs und in der Résistance hatte Rodzevich den Namen Louis Cordé geführt. Unter diesem Namen hat ihm Ida Berger ihr Buch über die Studenten diesseits und jenseits des Rheins gewidmet.
Die mit dem Jahr 1957 einsetzenden Publikationen von Ida Berger, die vermutlich ihre berufliche Karriere an dem schon erwähnten Centre National de la Recherche Scientifique beendete, weisen durchweg einen bildungssoziologischen Bezug auf. Die Rezeption beschränkt sich aber fast ausschließlich auf den französischsprachigen Raum. Eine Ausnahme bildet die Studie über die Studenten beiderseits des Rheins, und im WorldCat ist auch eine italienischsprachige Ausgabe des Buches Soziale Aspekte der Erziehung verzeichnet.
1969 erschien in Buenos Aires ein Buch von Rudi Dutschke in spanischer Sprache: El estudiantado antiautoritario (Die antiautoritären Studenten). Laut dem Eintrag im WorlCat enthielt es ein Vorwort von Ida Berger: Los estudiantes alemanes: una vanguardia aislada?. Unter dem Titel Une avant-garde isolée. Les étudiants allemands ist dieser Buchbeitrag auch als Einzeltitel im WorlCat gelistet. Sein eigentlicher Erscheinungsort war im Mai 1969 die französische Zeitschrift "Esprit".
Gastprofessuren führten Ida Berger im Sommer 1967 nach Marburg und 1969 nach Hamburg. In der Einleitung zu Werden sie Durchhalten? schreibt sie:

„Durch einen glücklichen Zufall hatte ich Gelegenheit, im Sommersemester 1967, in dem in Deutschland die Studentenbewegung neue Impulse entwickelte, als Gastprofessor der Erziehungs-Soziologie nach Marburg eingeladen zu werden. Nachdem ich vor über dreißig Jahren aus politischen Gründen als Studentin das nationalsozialistische Deutschland verlassen mußte, geschah es in Marburg 1967 zum ersten Mal, daß ich beruflich und menschlich wieder in Kontakt mit einer Studentengeneration meiner Heimat trat.“

Zum Zeitpunkt der Abfassung des Buches, in dem sie für eine enges Miteinander von Arbeitern und Akademikern plädierte und für etwas, was Dutschke als Marsch durch die Institutionen propagiert hatte, lehrte sie an der damaligen Experimental-Universität Vincennes.

## Werke
Die Übersetzungen in der nachfolgenden Tabelle dienen nur der Information. Tatsächlich auf Deutsch ist nur das Buch Werden sie durchhalten? Soziologische Studie über Studenten beiderseits des Rheins erschienen.
| Original-Titel | Übersetzung |
| --- | --- |
| * La description du prolétariat dans le roman naturaliste allemand,Imprimerie centrale, Paris 1935. | * Die Beschreibung des Proletariats im deutschen naturalistischen Roman, Imprimerie centrale, Paris 1935.                                                                                                |
| * Lettres d'institutrices rurales d'autrefois, Paris, 1957. | * Briefe von Landlehrerinnen aus früheren Zeiten, Paris, 1957. |
| * Les maternelles. Étude sociologique sur les institutrices des écoles maternelles de la Seine, préface de Charles Bettelheim,CNRS, Paris 1959.                                                                                               | * Die Kindergärtnerinnen. Soziologische Studie über die Erzieherinnen der Kindergärten an der Seine, Vorwort von Charles Bettelheim, CNRS, Paris 1959.                                                   |
| * Maladies mentales & profession. Contribution à l'étude sociologique des troubles mentaux dans le milieu des enseignants, (avecger Roger Benjamin), préface de Paul Sivadon, [1961]                                                          | * Psychische Erkrankungen & Beruf. Beitrag zur soziologischen Untersuchung psychischer Störungen im Lehrberuf (mit Roger Benjamin), Vorwort von Paul Sivadon, [1961]                                     |
| * L'univers des instituteurs. Étude sociologique sur les instituteurs et institutrices du département de la Seine, (avec Roger Benjamin), Les éditions de minuit, Paris [1964].                                                               | * Die Welt der Lehrer. Soziologische Studie über die Lehrer und Lehrerinnen des Departements Seine (mit Roger Benjamin), Les éditions de minuit, Paris [1964].                                           |
| * Tiendront-ils ? : étude sociologique sur les étudiants des deux bords du Rhin, préface par W. Abendroth, traduit de l'allemand par Odile Meuvret, Éditions Anthropos, Paris 1970.                                                           | * Werden sie durchhalten? Soziologische Studie über Studenten beiderseits des Rheins, Vorwort von W. Abendroth, übersetzt aus dem Deutschen von Odile Meuvret, Hartmut Lüdke Verlag, Hamburg 1970.       |
| * Traité des sciences pédagogiques 6, Aspects sociaux de l'éducation / publié sous la direction de Maurice Debesse et Gaston Mialaret / par I. Berger, O. Bourguignon, P. Clerc... [et al.] / Paris : Presses universitaires de France , 1974 | * (Ida Berger et al.) Soziale Aspekte der Erziehung, in: Abhandlung über Erziehungswissenschaften 6, herausgegeben von Maurice Debesse und Gaston Mialaret,Presses universitaires de France, Paris 1974. |
| * Une sociologue retourne à l'école, le Centurion, Paris 1976. | * Eine Soziologin kehrt in die Schule zurück, Le Centurion, Paris 1976 |
| * Les instituteurs d'une génération à l'autre, préface de Viviane Isambert-Jamati, Presses universitaires de France, Paris 1979. | * Lehrkräfte von einer Generation zur nächsten, Vorwort von Viviane Isambert-Jamati, Presses universitaires de France, Paris 1979.                                                                       |